# Crime à Portuguesa
Crime à Portuguesa é uma série de televisão portuguesa de 1988, transmitida pela RTP1 entre 23 de julho e 27 de agosto de 1989, composta por seis episódios.

## Sinopse
Miguel Valdez (Orlando Costa), após vários anos no estrangeiro, regressa a Portugal e reencontra o professor Mira Vaz (Rogério Paulo). Embora não sejam polícias nem detectives, ambos têm um gosto especial pela investigação de crimes. Um pouco à margem da lei e usando métodos muito imaginativos, desvendam crimes que por vezes a polícia classifica de irresolúveis.

## Elenco[1]
- Orlando Costa - Miguel Valdez
- Rogério Paulo - Mira Vaz
- Argentina Rocha - Lúcia
- Maria João Luís - Joana
- Mário Pereira - Alfredo Magalhães
- Filipe Ferrer - Inspector Nogueira
- Carlos Gonçalves - Asdrúbal

## Curiosidades
- Crime à Portuguesa foi desenvolvida a partir de uma ideia de Rogério Paulo e de Orlando Costa.
- Foi exibida entre Julho e Agosto de 1989, aos domingos à noite.
- Gravada em película, a série procurou inovar na linguagem, colocando com frequência os actores a falar de frente para a câmara.
- A banda sonora é totalmente produzida por António Pinho Vargas que tem das suas melhores obras nesta série. Foi provavelmente a qualidade dos temas que tornaram esta série umas das mais intrigantes dos anos 80.
- O primeiro episódio teve cenas gravadas no Restaurante Escorial, situado na Rua das Portas de Santo Antão, na baixa lisboeta. Numa destas cenas, a atriz Julie Sergeant aparece como figurante.
- Após a gravação de três episódios no Verão de 1988, as gravações da série foram interrompidas por motivo de doença de Rogério Paulo e só puderam ser retomadas em 1989.
- Em 2009, vinte anos depois, Crime à Portuguesa regressou aos ecrãs via RTP Memória, na rubrica Cineclube.